# Mikel Rico
Mikel Rico Moreno (* 4. November 1984 in Basauri) ist ein spanischer Fußballspieler. Seit 2022 spielt er für den FC Cartagena in der zweiten spanischen Liga.

## Karriere
Rico begann seine Karriere bei Athletic Bilbao. In der Saison 2000/01 spielte er erstmals für die Viertligamannschaft. 2003 wechselte er zum Drittligisten UB Conquense. Nach dem Abstieg in die vierte Liga 2006 wechselte er zum Zweitligisten Polideportivo Ejido. 2007 wurde er an den Drittligisten SD Huesca ausgeliehen, mit dem er in die zweite Liga aufstieg. Als er zu Ejido zurückkehrte, war der Klub bereits in die dritte Liga abgestiegen. 2009 kehrte er zum Zweitligisten Huesca zurück. Sein Debüt gab er am 1. Spieltag 2009/10 gegen den FC Elche. 2010 wechselte er zum Ligakonkurrenten FC Granada, mit dem er 2011 in die erste Liga aufstieg. Sein Erstligadebüt gab er am 2. Spieltag 2011/12 gegen Betis Sevilla. 2013 kehrte er zum Ligakonkurrenten Bilbao zurück.